# Calycorectes teixeireanus
Calycorectes teixeireanus är en myrtenväxtart som beskrevs av Joáo Rodrigues de Mattos. Calycorectes teixeireanus ingår i släktet Calycorectes och familjen myrtenväxter. Inga underarter finns listade i Catalogue of Life.